# Gigi D’Agostino Compilation
A Gigi d'Agostino Compilation Gigi D'Agostino válogatáslemeze. 2005-ben jelent meg, négy korongot tartalmaz. Az album korongjai megfelelnek a Benessere 1 és a L'Amour Toujours albumok két-két CD-jének.

## Számok listája

### CD 1
1. Anabalina – Hakim
2. Paradigma – Musichismo
3. Musichismo – Musichismo
4. Nascendo – Tana Del Suono
5. Parlando – Tana Del Suono
6. Uomo Suono – Uomo Suono
7. Complicita
8. Silver Screen- Showerscene – Felix da Housecat
9. Bass, Beats & Melody – Brooklyn Bounce
10. Passo Passo – Uomo Suono
11. Domintaor – Human Resource
12. Triangle
13. Power of Love – Officina Emotiva
14. Monocordo – Orchestra Maldestra
15. Sweet Sorrow – Ferry Corsten
16. Toccando le Nuvole – Onironauti
17. Momento Contento
18. Main Title/The Kiss [Gigi d'Agostino & Pandolfi Mix] – DJ Pandolfi
19. Bolero
20. Traffico – Luca Noise
21. Chi Cerca Scuse Trova Menzogne – Orchestra Maldestra
22. Canto Do Mar – Molto Folk
23. Sonata
24. Attraverso Noi – Onironauti

### CD 2
1. Azi Plâng Numi Eu – Akcent
2. Paura & Nobilta
3. Amore Grande Amore Libero
4. Tangology
5. Suono Della Dignita – Onironauti
6. Sostanza Noetica – Luca Noise
7. Rain
8. Summer of Energy – Gigi D'Agostino, Datura
9. On Eagle's Wings
10. Cavaliere – Grande Viaggio
11. Bla Bla Bla [Remix]
12. Adagio – Onironauti
13. Scomoune – Grande Viaggio
14. Donna Amante Mia – Onironauti
15. Risveglio – Onironauti
16. Pochi Istanti da Terra – Onironauti

### CD 3
1. Another Way
2. L'Amour Toujours
3. Elisir
4. Riddle
5. Passion
6. Way
7. Star
8. Bla Bla Bla [Drammentenza Mix]
9. Amour
10. Music
11. Passion
12. Bla Bla Bla

### CD 4
1. Danse
2. Movimento
3. Marche Electronique
4. Cuba Libre
5. My Dimension
6. Riddle [Instrumental]
7. Tekino Jam
8. Coca E. Avana
9. Bla Bla Bla [Dark Mix]
10. Fly